# Силиконы

Полидиметил-силоксан — простейший представитель силиконов

Силико́ны (полиорганосилоксаны) — кислородосодержащие высокомолекулярные кремнийорганические соединения с химической формулой [R2SiO]n, где R = органическая группа (метильная, этильная или фенильная). Сейчас этого определения придерживаются уже крайне редко[прояснить], и в «силиконы» объединяются также полиорганосилоксаны (например силиконовые масла типа ПМС, гидрофобизаторы типа ГКЖ или низкомолекулярные каучуки типа СКТН) и даже кремнийорганические мономеры (различные силаны), стирая различия между понятиями «силиконы» и «кремнийорганика».

## Строение
Силиконы имеют строение в виде основной неорганической кремний-кислородной цепи (…-Si-O-Si-O-Si-O-…) с присоединёнными к ней боковыми органическими группами, которые крепятся к атомам кремния. В некоторых случаях боковые органические группы могут соединять вместе две или более кремнийорганических цепей. Варьируя длину основной кремнийорганической цепи, боковые группы и перекрёстные связи, можно синтезировать силиконы с разными свойствами.
Силиконы делятся на три группы, в зависимости от молекулярного веса, степени сшивки, вида и количества органических групп у атомов кремния:
1. «Силиконовые жидкости» — менее 3000 силоксановых звеньев.
2. «Силиконовые эластомеры» — от 3000 до 10000 силоксановых звеньев.
3. «Силиконовые смолы» — более 10000 силоксановых звеньев и высокая степень сшивки.

## Синтез
Полиорганосилоксаны синтезируются стандартными методами химии полимеров, включая поликонденсацию и полимеризацию.
Один из наиболее распространённых методов — гидролитическая поликонденсация функционализированных диорганосиланов — дихлорсиланов, диалкокси- и диацилокси, диаминосиланов. Метод основан на гидролизе функциональных групп, ведущих к образованию неустойчивых диорганосиланолов, которые олигомеризуются с образованием циклосилоксанов:
R2SiX2 + 2H2O {\displaystyle \to } R2Si(OH)2 + 2HX
nR2Si(OH)2 {\displaystyle \to } (R2Si-O)n + H2O
Образующиеся в реакционной смеси циклосилоксаны далее полимеризуются по анионному или катионному механизму:

Наиболее энергично процесс гидролитической поликонденсации идет с дихлорсиланами, однако в этом случае выделяется хлороводород, что, в некоторых случаях, таких как синтез полимеров для изделий медицинского назначения, неприемлемо. В этих случаях используют диацетоксисиланы — при этом в процессе гидролитической поликонденсации образуется нетоксичная уксусная кислота, однако процесс протекает значительно медленнее.
Для синтеза силиконовых каучуков с молекулярной массой ~ 600000 и выше используется ионная полимеризация заранее синтезированных циклосилоксанов.
Замещённые силановые прекурсоры с большим количеством кислотообразующих групп и меньшим количеством алкильных групп, таких как метилтрихлорсилан, могут использоваться для ввода разветвлений и/или поперечных сшивок в полимерных цепях. В идеальном случае каждая молекула такого соединения станет точкой разветвления. Это используется в производстве твёрдых силиконовых резин. Аналогично, прекурсоры с тремя метильными группами могут использоваться для ограничения молекулярного веса, поскольку каждая такая молекула реагирует с одним реакционным центром и, таким образом, образует конец силиконовой цепочки.
Современные силиконовые резины производятся из тетраэтоксисилана, который реагирует более мягко и контролируемо, чем хлорсиланы.

## Применение

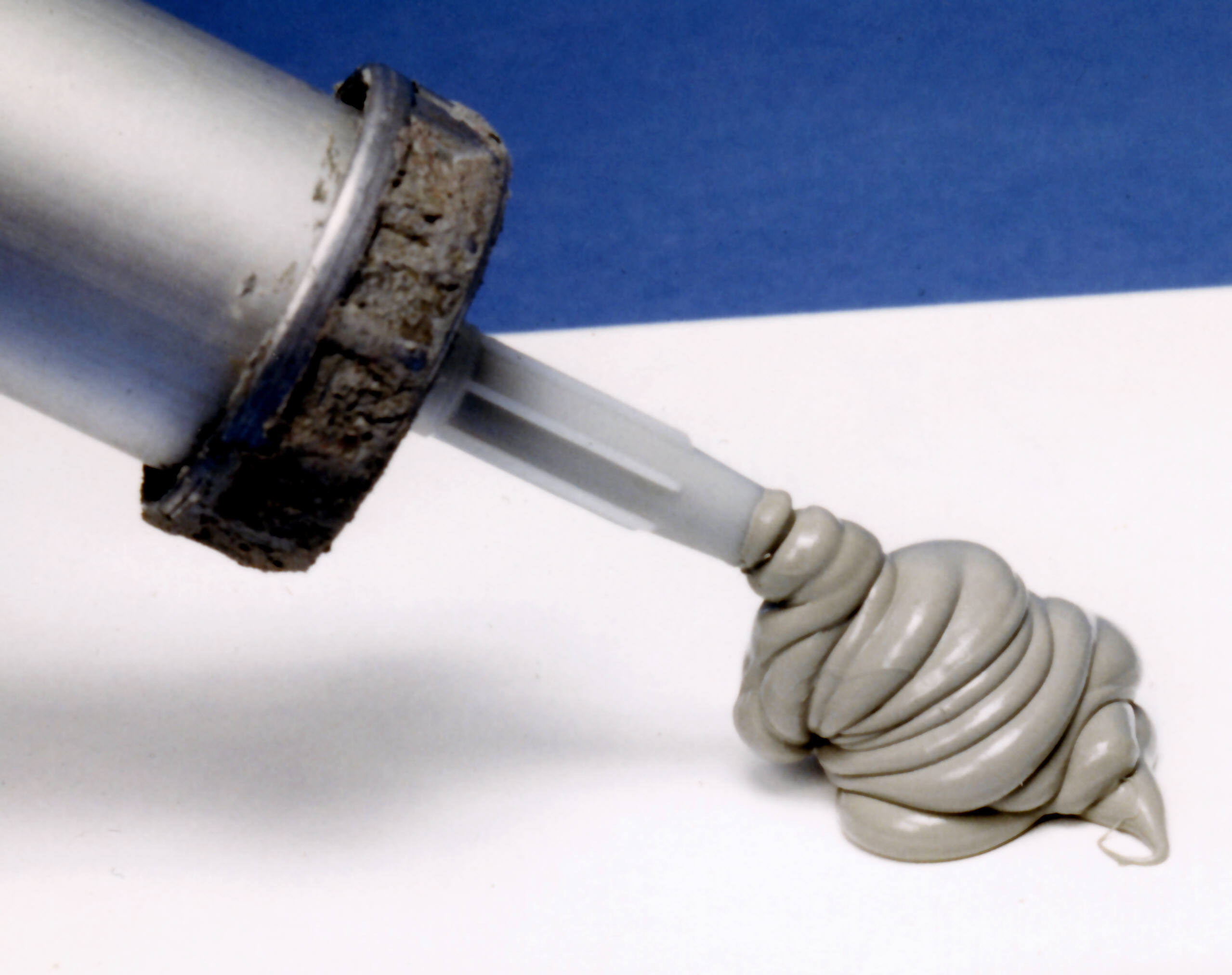
Силиконовый герметик

Силикон нашёл широкое применение в строительстве и в быту. Силиконы обладают рядом уникальных качеств в комбинациях, отсутствующих у любых других известных веществ: способности увеличивать или уменьшать адгезию, придавать гидрофобность, работать и сохранять свойства при экстремальных и быстроменяющихся температурах или повышенной влажности, диэлектрические свойства, биоинертность, химическая инертность, эластичность, долговечность, экологичность. Это обусловливает высокий спрос на них в разных областях.
Силиконовые жидкости и их эмульсии широко применяются в качестве или в основе:
- силиконовых антиадгезионных смазок для пресс-форм,
- гидрофобизирующих жидкостей,
- силиконовых масел и пластичных (консистентных) смазок,
- силиконовых амортизационных и демпфирующих жидкостей,
- силиконовых теплоносителей и охлаждающих жидкостей,
- силиконовых диэлектрических и герметизирующих составов,
- силиконовых пеногасителей,
- силиконовых оттискных массах [широкое применение в стоматологии],
- силиконовые имплантаты [медицинского назначения],
- различных добавок и модификаторов [производство шампуней, масок и кремов].

Силиконовые эластомеры применяются в виде:
- силиконовых низкомолекулярных и высокомолекулярных каучуков,
- силиконовых герметиков холодного отверждения,
- силиконовых резин горячего отверждения (высокомолекулярных),
- силиконовых компаундов холодного отверждения (низкомолекулярных),
- жидких силиконовых резин горячего отверждения (LSR).

Силиконовые смолы чаще всего применяются в сополимерах с другими полимерами (силикон/алкиды, силикон/полиэфиры и т. д.) в составах для нанесения покрытий, отличающихся стойкостью, электроизоляционной способностью или гидрофобностью.
Силикон используется для изготовления уплотнений — силиконовых прокладок, колец, втулок, манжет, заглушек и многого другого. Силиконовые изделия обладают рядом качеств, позволяющих использовать их даже в таких условиях, где применение традиционных эластомеров неприемлемо.
Изделия из силикона сохраняют свою работоспособность от −60 °C до +200 °C. Из морозостойких типов силиконовых резин — от −100 °C, из термостойких — до +300 °C. Уплотнительные кольца из силикона устойчивы к воздействию озона, морской и пресной воды (в том числе кипящей), спиртов, минеральных масел и топлив, слабых растворов кислот, щелочей и перекиси водорода.
Силиконовые изделия устойчивы к воздействию радиации, УФ излучения, электрических полей и разрядов. При температурах выше +100 °C они превосходят по изоляционным показателям все традиционные эластомеры. Физиологическая инертность и нетоксичность силиконовых изделий используются практически во всех отраслях промышленности.
Силиконовые материалы загораются с трудом, а при горении выделяют не чёрную сажу (углерод), а белую (диоксид кремния). Некоторые кремнийорганические резины в течение непродолжительного времени могут выдерживать температуру более 840°C, после прекращения действия огня резина очень быстро затухает.

## Вопросы словоупотребления
Термин silicone предложен в 1901 году английским химиком Фредериком Киппингом для полидифенилсилоксана по аналогии с ketone (кетон) для бензофенона из-за схожести формул: в кетонах карбонильная группа связана с двумя углеводородными радикалами, в силиконах схожим образом с углеводородными радикалами связана группа SiO. Первоначально Киппинг даже использовал термин silicoketone. Ошибочность названия была понятна изначально, поскольку кетоны являются мономерами. Полным аналогом кетона по структуре, с атомом кремния, связанным двойной связью с атомом кислорода, является силанон.
Нередко возникают ошибки при переводе с английского языка из-за схожести написания английских терминов silicon [ˈsɪlɪkən] «кремний» и silicone [ˈsɪlɪkəʊn] «силикон» (см. ложные друзья переводчика). В частности, именно таким образом в русском языке появился расхожий топоним «Силиконовая долина». В английском языке термины silicon и silicone также иногда вызывают путаницу.

## Распространённость подделок
Из-за высокой стоимости силиконов в продаже нередки их подделки, чаще всего подделывается силиконовая резина и силиконовые герметики: их подменяют полихлорвинилом и акриловыми герметиками.
В отличие от силиконовых каучуков подделки теряют эластичность при отрицательных температурах.